# Tekong
Pulau Tekong is na het eiland Singapore zelf het grootste eiland van de republiek Singapore. Het eiland ligt aan de noordoostkant van het hoofdeiland en het wordt voornamelijk gebruikt als basis en trainingskamp voor het leger van Singapore.
In april 2018 kreeg Boskalis, in samenwerking met het Japans bedrijf Penta Ocean Construction Company, de opdracht een polder aan te leggen op het eiland. Het gaat om een nieuw gebied van 800 ha. Er komt eerst een 10 kilometer lange zeewering en vervolgens wordt het ingesloten water weggepompt. De aanleg van de polder duurt zo'n vier jaar en zou naar verwachting in 2022 gereedkomen.  Door COVID-19 is vertraging opgetreden, en de verwachting is dat oplevering nu eind 2024 zal plaatsvinden. De opdracht heeft een totale waarde van zo’n 800 miljoen euro, waarvan de helft toekomt aan Boskalis.